# Sapromyza multimaculata
Sapromyza multimaculata är en tvåvingeart som beskrevs av Yarom 1990. Sapromyza multimaculata ingår i släktet Sapromyza och familjen lövflugor.
Artens utbredningsområde är Israel. Inga underarter finns listade i Catalogue of Life.